# Наробіток до відмови
Наробі́ток до відмо́ви (англ. Operating time to failure) — наробіток об'єкта від початку експлуатації до виникнення першої відмови технічний параметр, що характеризує надійність ремонтопридатних виробів.

## Основні поняття за ДСТУ 2860-94
Середній наробіток до відмови (англ. Mean operating time to first failure, MTTF) — математичне сподівання наробітку об'єкта до першої відмови.
Наробіток до критичної відмови (англ. Operating time to critical failure) — сумарний наробіток об'єкта від початку його експлуатації до виникнення критичної відмови.
Для програмних продуктів зазвичай мається на увазі термін до повного перезапуску програми або повного перезавантаження операційної системи.
Для одного об'єкту статистична оцінка середнього напрацювання до відмови дорівнюватиме
{\displaystyle T=\sum _{i=1}^{n}{\frac {t_{i}}{n}},}
де ti — час справної роботи об'єкта між (i – 1)-ю та i-ю відмовами; n — число відмов.
Для N об'єктів, за якими ведеться спостереження, статистична оцінка середнього наробітку до відмови визначається за формулою:
{\displaystyle T={\frac {\sum _{j=1}^{N}\sum _{i=1}^{n}t_{ij}}{\sum _{j=1}^{N}n_{j}}},}
де tij — час справної роботи j-го об'єкта між (i – 1)-ю та i-ю відмовами; nj — число відмов j-го об'єкта за час t.

## Визначення за ГОСТ 27.002-89
ГОСТ 27.002-89 визначає дані параметри так:
- Наробіток до відмови (англ. Operating time to failure) — наробіток об'єкта від початку експлуатації до виникнення першої відмови.
- Наробіток між відмовами (англ. Operating time between failures) — наробіток об'єкта від закінчення відновлення його працездатного стану після відмови до виникнення наступної відмови.

## Термінологія в англомовній літературі
- MTBF (англ. Mean time between failures — середній час між відмовами, середній наробіток на відмову) — середній час між виникненнями відмов, виражений у годинах, тобто час, протягом якого обладнання може працювати без перерви (аварії)[3]. MTBF застосовується при оцінці показників надійності роботи обладнання та програмного забезпечення.

Інші поняття, що використовуються при визначенні MTBF:
- PFD (англ. Probability of Failure on Demand, імовірність відмови при запиті) — середня імовірність того, що система не виконає свою функцію за запитом.
- PFH (англ. Probability of Failure per Hour, імовірність виникнення відмови протягом години) — імовірність виникнення в системі небезпечної відмови (аварії) протягом години.
- MTTR (англ. Mean Time to Restoration, середній час до відновлення роботоздатності) — середній час, що необхідний для відновлення нормальної роботи після виникнення відмови.
- DC (англ. Diagnostic Coverage, діагностичне покриття) — відношення кількості виявлених відмов до загальної кількості відмов.